# 드미트리 돈스코이

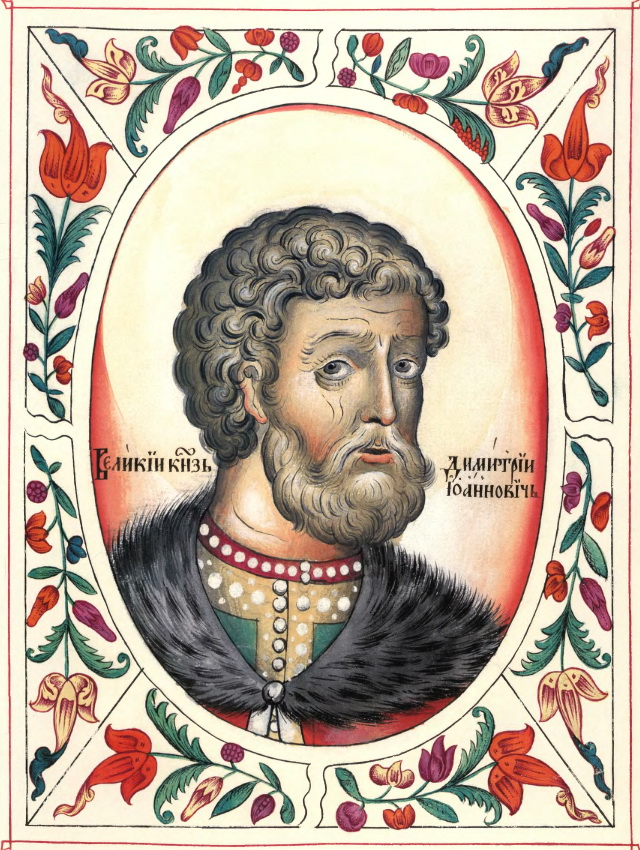
드미트리 돈스코이

드미트리 이바노비치 돈스코이(러시아어: Дмитрий Иванович Донской, 1350년 10월 12일 ~ 1389년 5월 19일)는 모스크바 대공국의 대공(재위: 1359년 11월 13일 ~ 1389년 5월 19일)이다. 류리크 왕조 출신이다.

## 생애
이반 2세 공작의 아들로 태어났다. 1359년 이반 2세 공작의 뒤를 이어 9세의 나이에 모스크바 대공으로 즉위했다. 1363년에는 블라디미르 대공 칭호를 받았다.
1368년부터 1372년까지 모스크바 대공국을 침공한 리투아니아 대공국을 상대로 전쟁을 벌였다. 1372년 모스크바 대공국의 드미트리 대공, 리투아니아 대공국의 알기르다스(Algirdas) 대공이 류부츠크(Lyubutsk) 평화 조약을 체결하면서 모스크바 대공국과 리투아니아 대공국 간의 전쟁이 종식되었다.
1380년 9월 8일 돈강 상류에서 일어난 쿨리코보 전투에서 드미트리 대공은 모스크바 대공국의 지배국이었던 킵차크 칸국 군대를 물리쳤다. 이를 계기로 드미트리 대공은 "돈강의 드미트리"라는 뜻을 가진 드미트리 돈스코이라고 부르게 되었다.

## 사진

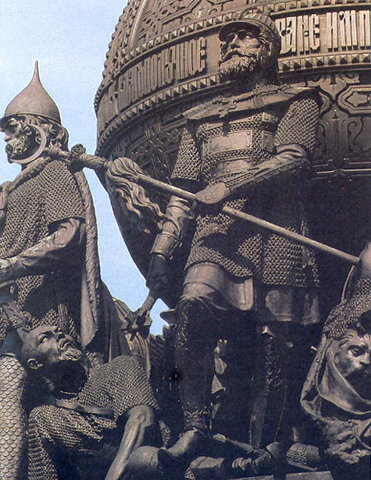
러시아 천년기념비에 묘사된 드미트리 돈스코이의 조각상